# Bernard Hepton
Francis Bernard Heptonstall (19 de octubre de 1925 - 27 de julio de 2018) más conocido por el nombre artístico Bernard Hepton, fue un director de teatro y actor inglés. Es conocido por su trabajo escénico y papeles televisivos en teleplays y series, también apareció brevemente en radio y cine.

## Edad temprana y educación
Hepton nació en Bradford, West Riding de Yorkshire. Su padre, Bernard padre, era electricista, mientras que su madre Hilda (de soltera Berrington) provenía de una familia de trabajadores de fábricas. Criado como católico, asistió a la escuela secundaria de St Bede.  Su miopía le impidió servir en el ejército británico durante la Segunda Guerra Mundial. Se formó como ingeniero aeronáutico y delineante mientras realizaba tareas de vigilancia de incendios.

## Teatro
Hepton se formó en el Bradford Civic Playhouse bajo la dirección de Esme Church. Tenía una amplia experiencia escénica como actor de repertorio, especialmente en Scarborough y York. En 1952, se unió Birmingham Rep bajo la dirección de Barry Jackson, y más tarde se convirtió en director artístico del teatro en 1957. Durante un breve período a partir de 1963, fue director del Liverpool Playhouse, pero dimitió durante su primera temporada. Las producciones de la obra de Max Frisch Cándido y los incendiarios y Luther de John Osborne aparecieron en su esfuerzo por llevar el repertorio del teatro más allá de su tarifa estándar.  Fue responsable de organizar las secuencias de lucha en la versión cinematográfica de Ricardo III (1955) de Laurence Olivier y de una producción de Hamlet del Old Vic con Richard Burton en 1953.

## Televisión
Hizo su debut televisivo como Sir Thomas More en A Man for All Seasons de Robert Bolt en una transmisión en vivo en 1957. Hepton interpretó a Caifás en la obra de Dennis Potter Son of Man de 1969. Fue elegido como el Kommandant en Colditz (1972–74) y luego apareció para el mismo equipo de producción que Albert Foiret en tres series de Secret Army (1977–79). Antes de eso, apareció como invitado en un episodio de la primera serie de Catweazle (1970) donde interpretó a un naturalista. Otras actuaciones notables incluyeron a Thomas Cranmer tanto en The Six Wives of Henry VIII (1970) y en Elizabeth R (1971). Repitió el papel en la adaptación cinematográfica del primero, Henry VIII and His Six Wives (1972). Hepton actuó en adaptaciones de las novelas de John le Carré, como Toby Esterhase en las versiones televisivas de la BBC de Tinker, Tailor, Soldier, Spy y Smiley's People, y como George Smiley en las adaptaciones radiofónicas. Apareció en Yo, Claudio (1976) como Palas y en la serie de comedia The Squirrels (1974-1977).
Después de haber interpretado al inspector Goole en An Inspector Calls (1982) y a Sir Thomas Bertram en Mansfield Park (1983), apareció como Sam Toovey en la adaptación televisiva de 1989 de la historia de fantasmas de Susan Hill The Woman in Black (1989). En 1996 apareció en la adaptación televisiva de Emma de Jane Austen, como el padre hipocondríaco del personaje principal, el Sr. Woodhouse. 

## Radio y cine
En la radio, Hepton interpretó el papel de Albert, en Stranger in the Home de Alan Dapre, también el papel de The Old Man in the Corner, el detective aficionado y mayoritariamente sedentario en la adaptación dramática de BBC Radio 4 llamada The Teahouse Detective (1998-2000) de la Emma Orczy. También protagonizó la peculiar serie de radio detectivesca de Robert Barr "Galbraith" como el inspector Bill Galbraith en la radio de la BBC.
Las apariciones de Hepton en largometrajes fueron menos frecuentes, debutó en 1949. Hizo una breve aparición como Thorpey, un gángster, en el clásico thriller policial británico Asesino implacable (1971), y otro pequeño papel, como Milton Goldsmith, en Voyage of the Damned (1976).

## Vida personal y muerte
Hepton estuvo casado con la actriz Nancie Jackson desde 1957 hasta su muerte en 1977. Jackson interpretó a Alice, la esposa de Thomas More, junto a Hepton como More en la película para televisión de 1957 A Man for All Seasons; Hepton y ella se establecieron en Barnes, Londres. Hepton se casó con Hilary Liddell en 1979; ella murió en 2013. Hepton murió el 27 de julio de 2018, a los 92 años. Le sobrevivieron una sobrina y un sobrino. 

## Filmografía

### Cine
- A Boy, a Girl and a Bike (1949) como Ciclista (sin acreditar)
- Richard III (1955) como Soldado (sin acreditar)
- Asesino implacable (1971) como Thorpe
- Henry VIII and His Six Wives (1972) como Arzobispo Thomas Cranmer
- Barry Lyndon (1975) como Hombre vendiendo pintura a Barry
- Voyage of the Damned (1976) como Milton Goldsmith
- Los perros de la plaga (1982) como Stephen Powell (voz)
- Gandhi (1982) como G.O.C, soldado británico en India
- The Holcroft Covenant (1985) como Comandante Leighton
- Shadey (1985) como Capitán Amies
- Stealing Heaven (1988) como Bishop
- Eminent Domain (1990) como Slovak
- The Baroness and the Pig (2002) como Soames

### Televisión
- A Man for All Seasons (1957) como Sir Thomas More
- The Life of Henry V (1957) como Chorus
- Compact (1964) - director, 2 episodios
- Swizzlewick (1964) - productor, 20 episodios
- Thursday Theatre (1965) - productor, 2 episodios
- United! (1965–1966) - productor, 28 episodios
- Play of the Month: The Devil's Eggshell (1966) como Lord Portmanteau
- Great Expectations (1967) como Wemmick
- The Spanish Farm (1968) como Capitán Dormer
- Out of the Unknown: The Fosters (1969) como Harry Gerwyn
- The Wednesday Play: Son of Man (1969) como Caiaphas
- The Elusive Pimpernel (1969) como Chauvelin
- W. Somerset Maugham: Lord Mountdrago (1969) como Dr Audlin
- Play For Today: Robin Redbreast (1970) como Fisher
- The Six Wives of Henry VIII (1970, 4 episodios) como Arzobispo Thomas Cranmer
- Elizabeth R (1971) como Arzobispo Thomas Cranmer
- Omnibus: Paradise Restored (1971) como Oliver Cromwell
- The Organisation (1972) como Rodney Spurling
- Follow the Yellow Brick Road (1972) como Colin Sands
- Colditz (1972–1974) como Kommandant
- Play of the Month: The Adventures of Don Quixote (1973) como Village Priest
- A Pin to See the Peepshow (1973) como Herbert Starling
- Some Mothers Do 'Ave 'Em (1973) como Webster
- The Squirrels (1974–1977) como Mr Fletcher
- Sadie, It's Cold Outside (1975) como Norman Potter
- Orde Wingate (1976) como Palmer
- Yo, Claudio (1976) como Palas
- Secret Army (1977–1979) como Albert Foiret
- Tinker Tailor Soldier Spy (1979) como Toby Esterhase
- Blood Money (1981) como Det Chief Supt Meadows
- Kessler (1981) como Albert Foiret
- An Inspector Calls (1982) como Inspector Goole
- Smiley's People (1982) como Toby Esterhase
- Mansfield Park (1983) como Sir Thomas Bertram
- Dear Box Number (1983) como Walter Cartwright
- Cockles (1984) como Sergeant Naughton
- A Profile of Arthur J. Mason (1984) como Arthur J. Mason
- Bleak House (1985) como Krook
- Bergerac (1985) como Sir Geoffrey Newton
- Honour, Profit and Pleasure (1985) como Bishop of London
- The Disputation (1986) como Raymund de Penjaforte
- The Life and Loves of a She-Devil (1986) como Judge Bissop
- The Lady's Not for Burning (1987) como Hebble Tyson
- The Charmer (1987) como Donald Stimpson
- The Contract (1988) como Henry Carter
- The Woman in Black (1989) como Sam Toovey
- A Perfect Hero (1991) como Arthur Fleming
- The Old Devils (1992) como Malcolm Cellan-Davies
- Dandelion Dead (1994) como Mr Davies
- Emma (1996) como Mr Woodhouse
- Midsomer Murders: Death of a Hollow Man (1998) como Harold Winstanley
- Heartbeat: Bread & Circuses (2002) como Colonel Barber/James Barker